# Lennestadt
Lennestadt is een stad en gemeente in de Duitse deelstaat Noordrijn-Westfalen, gelegen in de Kreis Olpe. De gemeente telt 25.140 inwoners (31 december 2020) op een oppervlakte van 135,14 km².  
Zie voor meer gegevens over geschiedenis, economie en bezienswaardigheden ook de artikelen over de belangrijkste in de gemeente gelegen dorpen; dit zijn Altenhundem, Bilstein (Lennestadt), Elspe, Grevenbrück en Meggen (Lennestadt).

## Geschiedenis
De meest rondom kleine kerken of, zoals Meggen als mijnbouwnederzetting, ontstane plaatsjes, zijn door de eeuwen heen buiten de grote historische gebeurtenissen gebleven. In het midden van de 19e eeuw, toen de spoorlijnen in de regio werden geopend, ontstond enige industrie en daarmee economische groei. Door de gunstigere ligging van het Ruhrgebied, waar de grote bedrijven zich vestigden, bleef de industrie in dit deel van het Sauerland in het algemeen kleinschalig.
De in de gemeente Lennestadt samengevoegde dorpen liggen in een gebied, waar voor het eerst in de tijd van de La Tène-cultuur regelmatig mensen verbleven.
Zoals ook elders in het Sauerland was er in de 17e en 18e eeuw sprake van kleinschalige mijnbouw en metaalnijverheid. De aanwezigheid van metaalertsen in het gebergte, in combinatie met veel bos, waardoor er geen gebrek was aan brandhout voor smidsvuren, en van snel stromende beken en riviertjes maakten de exploitatie lonend van watermolens, met name hamermolens bij smidsen. In 1861 kreeg het hier beschreven gebied  aansluiting op het spoorwegnet, wat de industrialisering en dus de economische groei bevorderde. Doordat het niet ver westelijk gelegen Ruhrgebied gunstiger lag ten opzichte van de Rijn, en doordat daar steenkool in overvloed werd gedolven, trokken de grote bedrijven tegen het einde van de 19e eeuw daarheen. In het Sauerland bleven alleen kleine, gespecialiseerde metaalindustrieën over.
Tot 1 juli 1969 maakten de in de huidige gemeente gelegen dorpen deel uit van een Amt Bilstein. Per die datum  vond een gemeentelijke herindeling plaats. Het grootste deel van het voormalige Amt werd samengevoegd in de nieuwe gemeente  Lennestadt, die daarbij tevens officieel  de status van stad verkreeg.

## Geografie

Lennestadt

De gemeente bestaat officieel uit 43 Ortsteile, waarvan sommige alleen uit een heuvel, al dan niet voormalige, mijnbouwlocatie of landgoed met zeer weinig bewoners bestaan.  
De grootste hiervan, met meer dan 900 inwoners,  zijn Altenhundem, Bilstein, Elspe, Grevenbrück, Halberbracht, Kirchveischede, Maumke, Meggen, Oedingen en Saalhausen.
Zie ook onderstaande tabel.
De onderstaande tabel is speciaal door de gemeente Lennestadt aan de Duitse Wikipedia ter beschikking gesteld. De peildatum van de bevolkingscijfers is 30 juni 2020.
| Plaats          | Aantal inwoners | Verschil            | Buitenlanders Aantal | Buitenlanders %-age | Jongeren tot 18 jaar | Ouderen boven 65 jaar |
|                 | 30 juni 2020    | t.o.v. 30 juni 2018 | 30 juni 2020         | 30 juni 2020        | 30 juni 2020         | 30 juni 2020          |
| --------------- | --------------- | ------------------- | -------------------- | ------------------- | -------------------- | --------------------- |
| Altenhundem     | 4281            | -65                 | 528                  | 12,3 %              | 16,6 %               | 21,7 %                |
| Altenvalbert    | 101             | - 1                 | 2                    | 2,0 %               | 13,9 %               | 12,9 %                |
| Bilstein        | 1043            | -41                 | 78                   | 7,5 %               | 14,3 %               | 21,9 %                |
| Bonzel          | 405             | +11                 | 21                   | 5,2 %               | 21,5 %               | 16,1 %                |
| Bonzellerhammer | 11              | -4                  | 2                    | 18,2 %              | 0,0 %                | 45,5 %                |
| Brenschede      | 67              | -2                  | 3                    | 4,5 %               | 10,5 %               | 26,9 %                |
| Bruchhausen     | 29              | -1                  | 3                    | 10,3 %              | 20,7 %               | 3,5 %                 |
| Burbecke        | 89              | -4                  | 2                    | 2,3 %               | 14,6 %               | 18,0 %                |
| Einsiedelei     | 5               | 0                   | 0                    | 0,0 %               | 0,0 %                | 0,0 %                 |
| Elsmecke        | 3               | 0                   | 0                    | 0,0 %               | 0,0 %                | 0,0 %                 |
| Elspe           | 2809            | -92                 | 168                  | 6,0 %               | 16,1 %               | 23,2 %                |
| Elsperhusen     | 4               | 0                   | 0                    | 0,0 %               | 0,0 %                | 0,0 %                 |
| Ernestus        | 10              | 0                   | 0                    | 0,0 %               | 0,0 %                | 0,0 %                 |
| Germaniahütte   | 41              | -1                  | 0                    | 0,0 %               | 7,3 %                | 31,7 %                |
| Gleierbrück     | 163             | +6                  | 7                    | 4,3 %               | 15,9 %               | 20,9 %                |
| Grevenbrück     | 3673            | +42                 | 402                  | 10,9 %              | 18,0 %               | 17,0 %                |
| Hachen          | 26              | +1                  | 0                    | 0,0 %               | 15,4 %               | 15,4 %                |
| Halberbracht    | 1019            | +14                 | 45                   | 4,4 %               | 19,8 %               | 18,5 %                |
| Hengstebeck     | -               | -                   | -                    | -                   | -                    | -                     |
| Hespecke        | 38              | -1                  | 0                    | 0,0 %               | 10,5 %               | 10,5 %                |
| Haus Hilmecke   | 4               | -2                  | 0                    | 0,0 %               | 0,0 %                | 0,0 %                 |
| Kickenbach      | 504             | -6                  | 18                   | 3,6 %               | 14,1 %               | 19,8 %                |
| Kirchveischede  | 923             | +5                  | 58                   | 6,3 %               | 17,6 %               | 19,4 %                |
| Langenei        | 726             | -48                 | 40                   | 5,5 %               | 14,5 %               | 25,6 %                |
| Maumke          | 2162            | -4                  | 329                  | 15,2 %              | 20,6 %               | 18,7 %                |
| Meggen          | 2934            | +9                  | 506                  | 17,3 %              | 17,7 %               | 19,7 %                |
| Melbecke        | 82              | -1                  | 2                    | 2,4 %               | 30,5 %               | 17,1 %                |
| Milchenbach     | 185             | +12                 | 13                   | 7,0 %               | 14,1 %               | 17,8 %                |
| Neukamp         | 18              | +3                  | 2                    | 11,1 %              | 16,7 %               | 0,0 %                 |
| Oberelspe       | 766             | +6                  | 32                   | 4,2 %               | 19,1 %               | 16,6 %                |
| Obervalbert     | 58              | -1                  | 0                    | 0,0 %               | 25,9 %               | 22,4 %                |
| Oedingen        | 1036            | -59                 | 56                   | 5,4 %               | 18,1 %               | 19,0 %                |
| Oedingerberg    | 42              | +4                  | 0                    | 0,0 %               | 11,9 %               | 26,2 %                |
| Oedingermühle   | 30              | -1                  | 0                    | 0,0 %               | 6,7 %                | 23,3 %                |
| Saalhausen      | 1760            | -32                 | 69                   | 3,9 %               | 16,7 %               | 20,1 %                |
| Schmellenberg   | 18              | +2                  | 0                    | 0,0 %               | 27,8 %               | 22,2 %                |
| Sporke          | 183             | -9                  | 1                    | 0,6 %               | 19,7 %               | 16,4 %                |
| Stöppel         | 15              | +0                  | 0                    | 0,0 %               | 38,5 %               | 6,7 %                 |
| Störmecke       | 26              | +3                  | 3                    | 11,5 %              | 13,0 %               | 30,8 %                |
| Theten          | 215             | -14                 | 18                   | 8,4 %               | 19,2 %               | 19,5 %                |
| Trockenbrück    | 245             | -22                 | 19                   | 7,8 %               | 16,5 %               | 20,8 %                |
| Haus Valbert    | 4               | 0                   | 0                    | 0,0 %               | 0,0 %                | 0,0 %                 |
| Weißenstein     | 13              | -3                  | 0                    | 0,0 %               | 0,0 %                | 38,5 %                |
| Totaal:         | 25766           | -296                | 2427                 | 9,4 %               | 20,0 %               | 17,4 %                |

De gemeente ligt in het Sauerland; de dorpen liggen meest in de dalen van riviertjes en beken. 
Dichtbij Milchenbach, in het uiterste zuidoosten van de gemeente,  ligt het hoogste punt van de gemeente Lennestadt, de top van de berg Härdler. Deze ligt 756 meter boven zeeniveau.

### Naburige gemeentes
- In het noorden: Finnentrop  en Eslohe
- In het oosten: Schmallenberg en Bad Berleburg
- In het zuiden: Kirchhundem
- In het westen: Olpe en Attendorn.

## Infrastructuur

### Belangrijke verkeerswegen
Door de gemeente lopen drie Bundesstraßen:
- de Bundesstraße 236, van west naar oost Altena - Werdohl- Plettenberg- Finnentrop - Grevenbrück - Meggen - Altenhundem - Kickenbach - Langenei - Schmallenberg
- de Bundesstraße 55, van zuidwest naar noordoost: Olpe- Grevenbrück - Eslohe - Warstein
- de Bundesstraße 517, van noordoost naar zuidwest Altenhundem - Kirchhundem - Krombach, gemeente Kreuztal.

### Openbaar vervoer

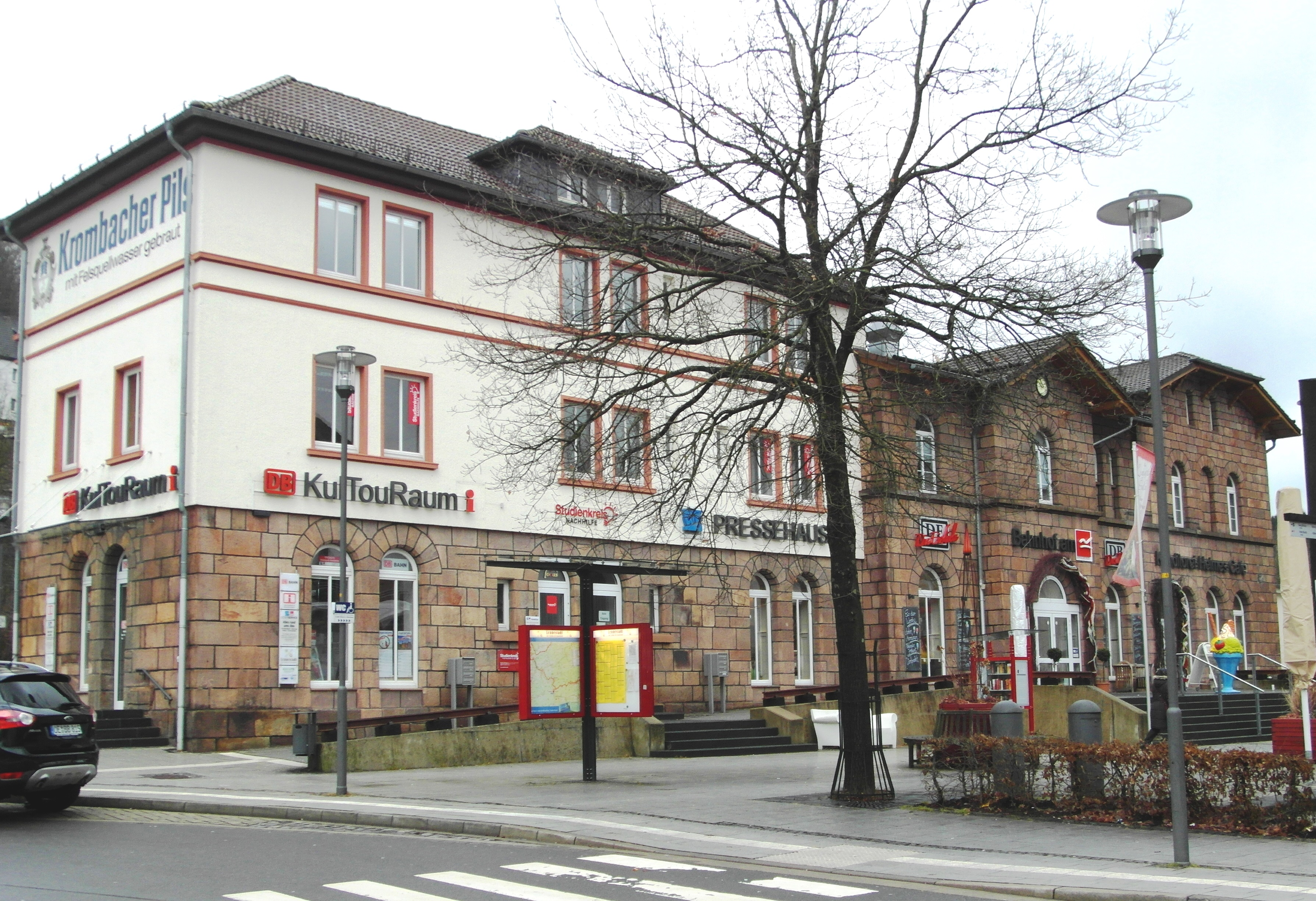
Station Lennestadt-Altenhundem

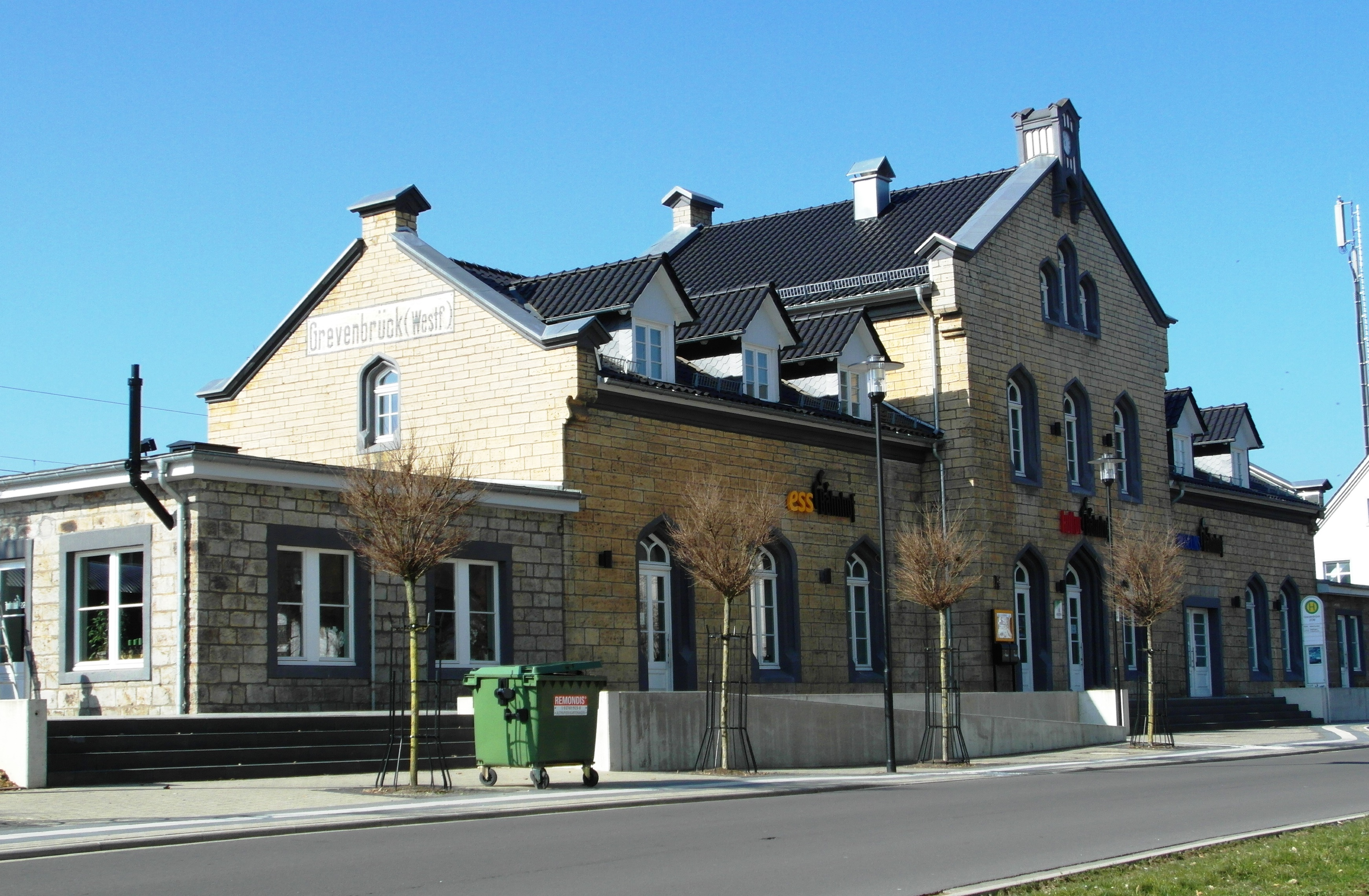
Station Lennestadt-Grevenbrück

Altenhundem in de gemeente Lennestadt heeft, evenals Grevenbrück en Meggen,  een klein station aan de Spoorlijn Hagen - Haiger of  Ruhr-Sieg-Strecke .
In de gemeente rijdt een beperkt aantal bussen, die met name rijden in de spitsuren op werkdagen. Alleen de lijn Grevenbrück- Elspe -Oedingen - Eslohe v.v. rijdt vaker (op werkdagen overdag ieder uur, in de weekends iedere twee uur).

## Bezienswaardigheden

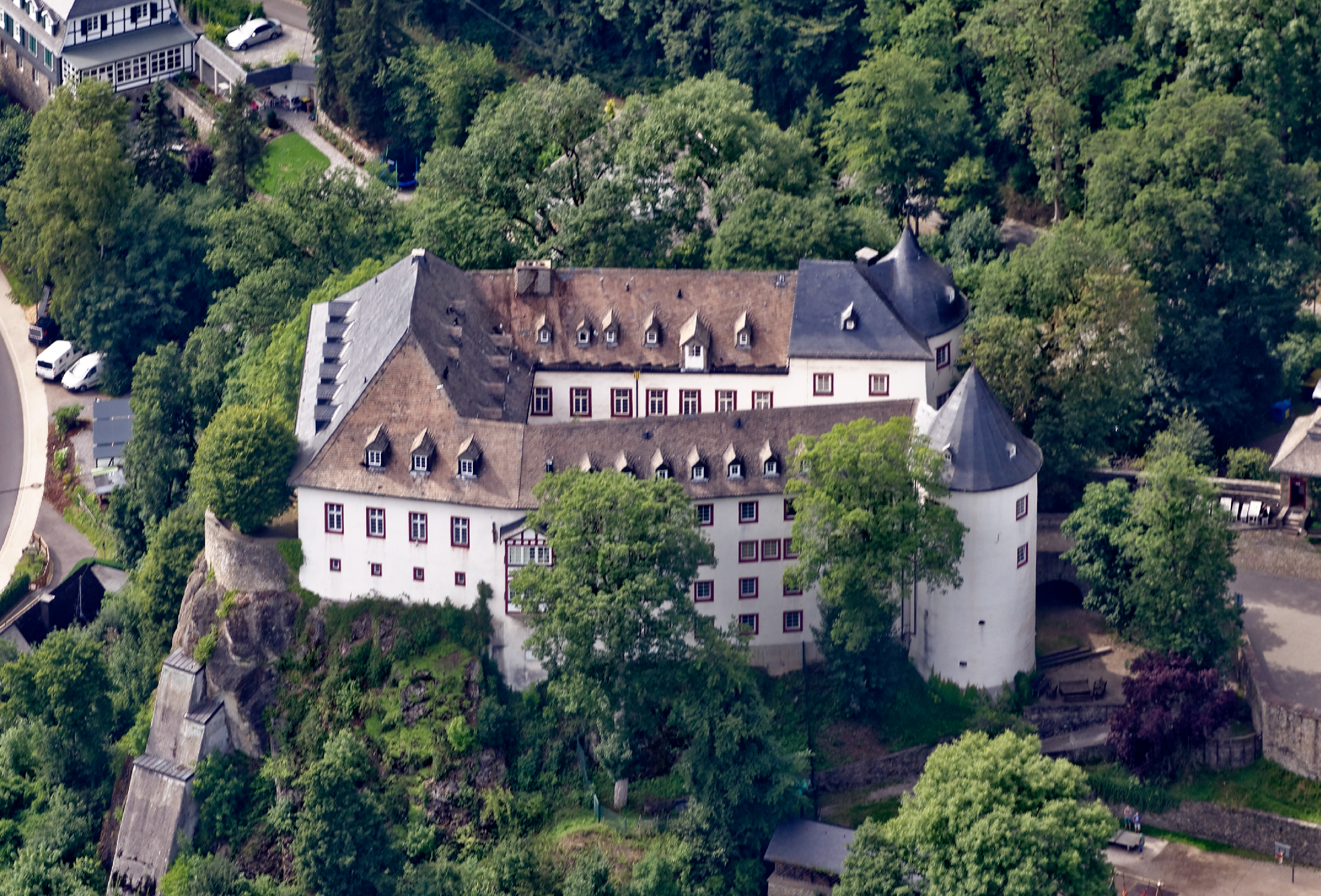
Burg Bilstein

- Karl May Festspiele op het 120 ha grote festivalterrein in Elspe
- Kasteel Burg Bilstein
- Het natuurschoon van het Sauerland
- Mijnbouwmuseum Siciliaschacht te Meggen; de opvallende, vóór het museum staande piramidevormige gebouwtjes herbergen een aantal bedrijfjes.
- Streekmuseum te Grevenbrück
- Enige schilderachtig gelegen dorpskerkjes en -kapellen.

## Belangrijke personen in relatie tot de gemeente

### Stadspatroon
De vroeg-16e-eeuwse Engelse heilige, humanist, filosoof en staatsman Thomas More werd bij besluit van de gemeenteraad uit 1995 tot Stadtpatron uitgeroepen. Hij wordt, op grond van zijn moed en van  zijn keuzes voor maatschappij en medemens boven eigenbelang, als voorbeeldfiguur voor de burgerij beschouwd. Sedert 2001 wordt regelmatig door de gemeente aan moedige of zeer verdienstelijke burgers een Thomas-Morus-Preis toegekend.

### Geboren
- Karl Joseph Schulte (Haus Valbert, gem. Lennestadt, 14 september 1871 - Keulen, 11 maart 1941), geestelijke en kardinaal
- Helmert Woudenberg (Elspe, 15 februari 1945), Nederlands acteur
- Adolf Hennecke (* 25 maart 1905 in Meggen, gem. Lennestadt; † 22 februari 1975 in Oost-Berlijn), mijnwerker,  communistisch functionaris [2]

### Bekende inwoners
- Josefa Berens-Totenohl (* 30 maart 1891 in Grevenstein, gemeente Meschede; † 6 juni 1969 in Meschede), schrijfster uit de nazi-tijd [3]

## Afbeeldingen

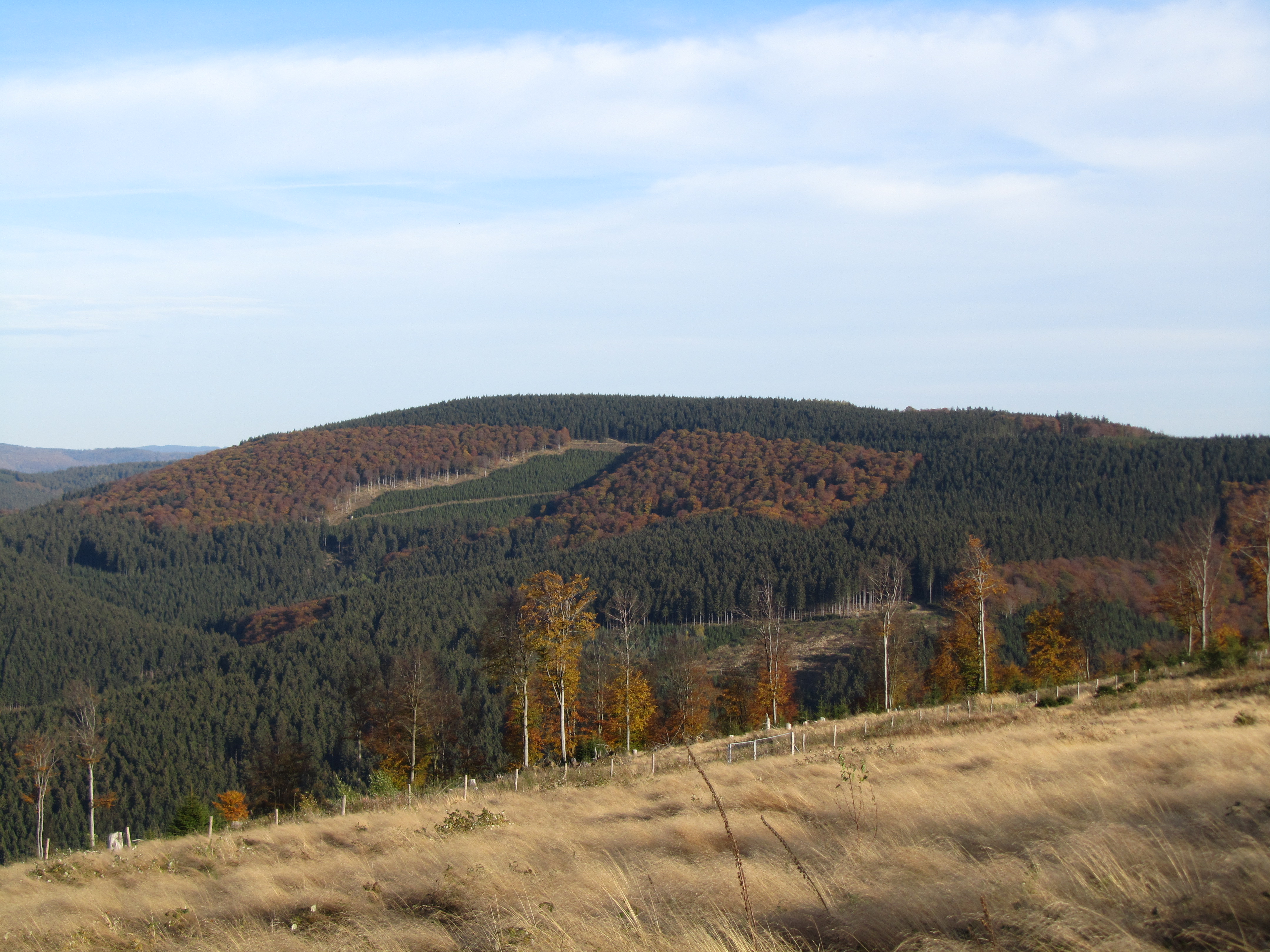
De Härdler (756 m), de hoogste berg van de gemeente
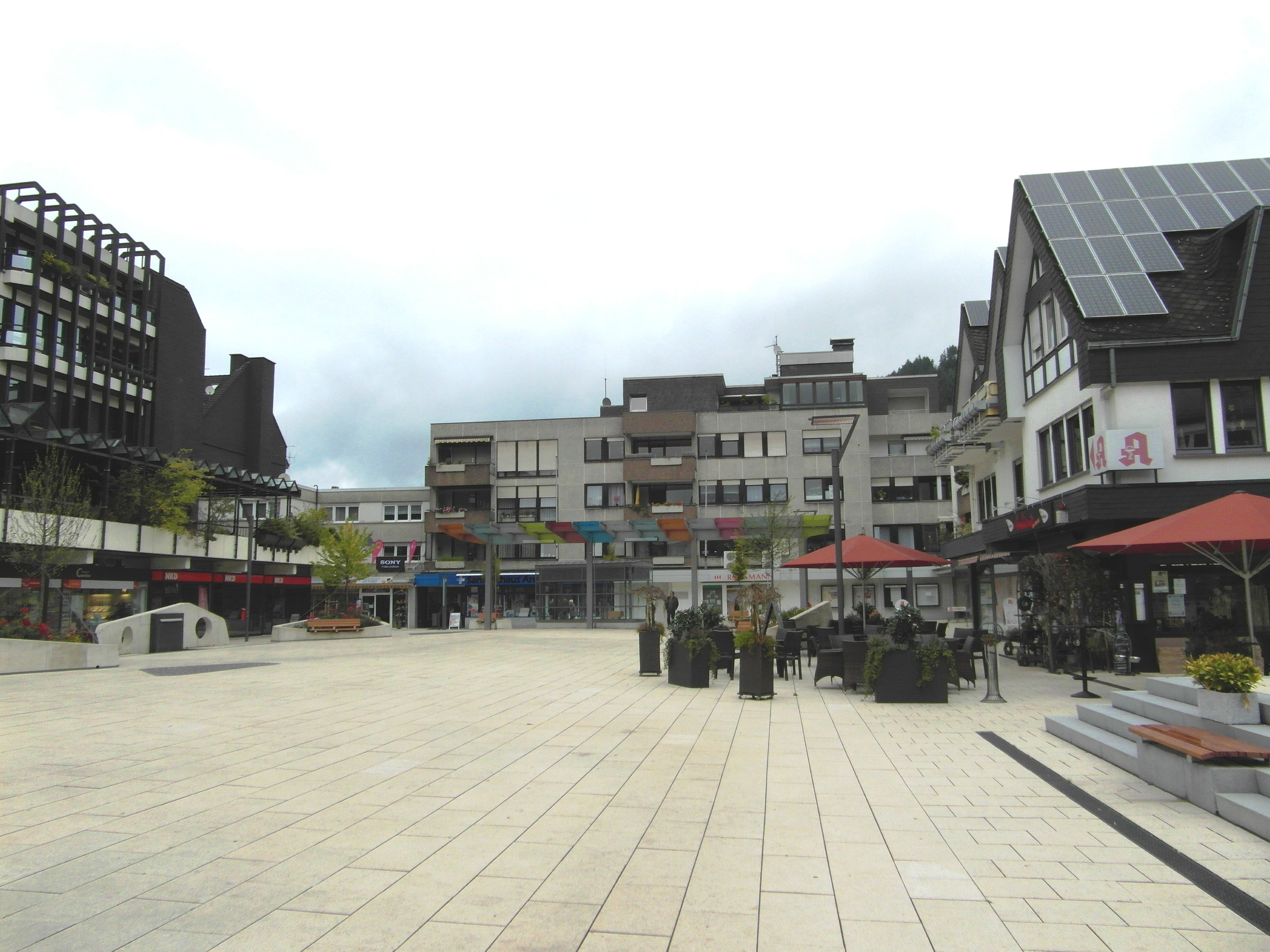
Altenhundem, Marktplatz
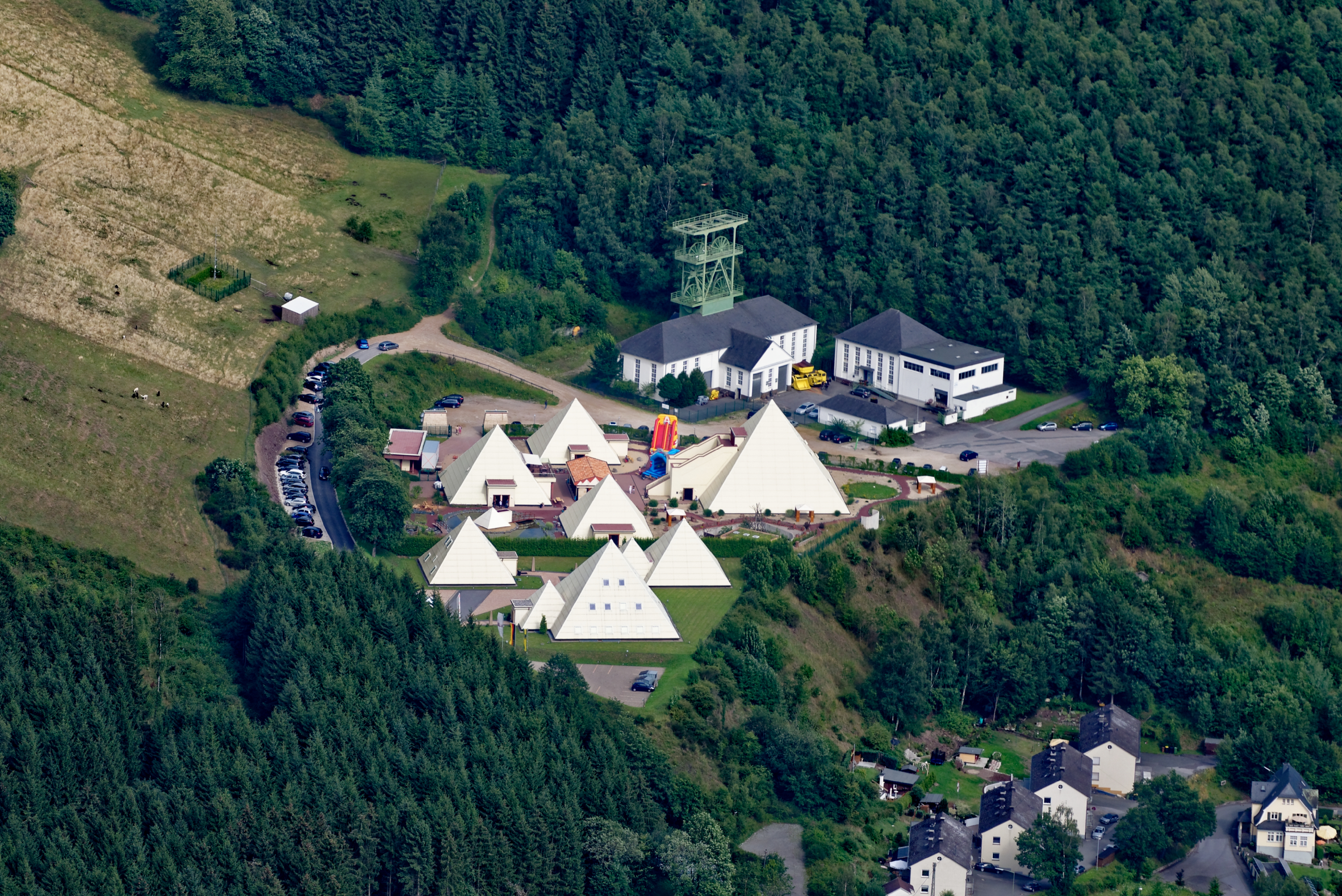
Meggen, mijnbouwmuseum met piramides
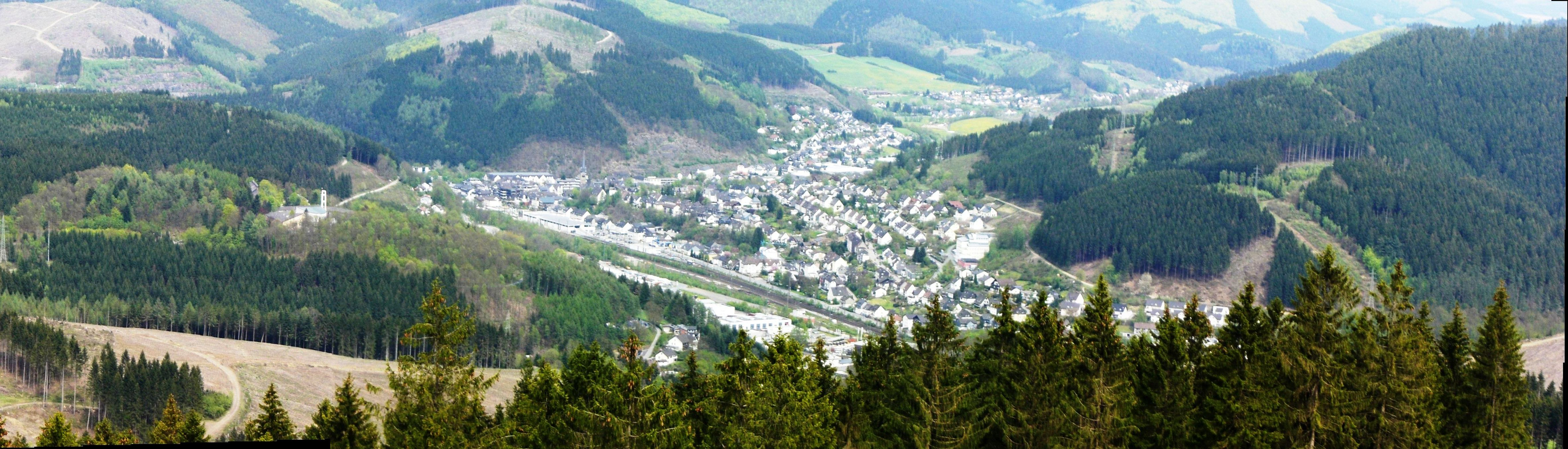
Gezicht op Altenhundem

## Partnergemeente
In 2019 werd een zogenaamde Städtefreundschaft met Çaycuma bij Zonguldak in Turkije gesloten. Dit is een iets minder nauwe samenwerking dan een jumelage, die in het Duits Städtepartnerschaft wordt genoemd.
Attendorn · Drolshagen · Finnentrop · Kirchhundem · Lennestadt · Olpe · Wenden
Altenhundem · 
Altenvalbert · 
Bilstein · 
Bonzel · 
Bonzelerhammer · 
Brenschede · 
Bruchhausen · 
Burbecke · 
Einsiedelei · 
Elspe · 
Elsperhusen · 
Ernestus · 
Germaniahütte · 
Gleierbrück · 
Grevenbrück · 
Hachen · 
Halberbracht · 
Haus Valbert · 
Hengstebeck · 
Hespecke · 
Haus Hilmecke · 
Hohe Bracht · 
Kickenbach · 
Kirchveischede · 
Langenei · 
Maumke · 
Meggen · 
Melbecke · 
Milchenbach · 
Neukamp · 
Oberelspe · 
Obermelbecke · 
Obervalbert · 
Oedingen · 
Oedingerberg · 
Oedingermühle · 
Saalhausen · 
Schmellenberg · 
Sporke · 
Stöppel · 
Störmecke · 
Theten · 
Trockenbrück · 
Weißenstein